# Гидра (созвездие)
Гидра (греч. ύδρα, лат. Hydra, по имени существа из древнегреческой мифологии) — созвездие южного полушария неба. Самая яркая звезда — Альфард, имеет визуальную звёздную величину 2,0. Наилучшие условия видимости в феврале — марте. Видно полностью в южных районах России, а также на юге Центральной России, на Южном Урале и в южных районах Сибири и Дальнего Востока (южнее широты 55°) и частично — на остальной её территории.
Самое большое по площади созвездие.

## Астеризм «Голова гидры»
В западной части созвездия выделяется неправильной формы многоугольник — астеризм «Голова гидры». Астеризм включает пять звёзд — ζ, ε, δ, σ и η Гидры. Арабский эквивалент астеризма носит название «Жемчужное ожерелье», китайский — «Алая птица».

## Интересные объекты
- R Гидры — долгопериодическая переменная звезда типа Миры Кита, меняющая блеск более чем на 7m с периодом 387 дней[1].
- В созвездии Гидры расположено три объекта из каталога Мессье, очень различных по природе: рассеянное скопление M48 на расстоянии 1500 световых лет от Земли, шаровое скопление M68, удалённое на 30000 световых лет, и часть галактики M83, расстояние до которой составляет 15 миллионов световых лет.
- Призрак Юпитера — планетарная туманность, доступная для наблюдений в телескоп[1].
- Ассоциация TW Гидры — звёздная ассоциация, состоящая из звёзд возрастом около 10 миллионов лет.
- В созвездии наблюдаются несколько сотен галактик (IC 4275, IC 4276, NGC 2555, NGC 2561 и т. д.), упомянутых в оригинальной редакции Нового общего каталога.

## История
Древнее созвездие. Включено в каталог звёздного неба Клавдия Птолемея «Альмагест» под именем «Водяной Змей». Древние греки считали созвездие образом Лернейской гидры из второго подвига Геракла. См. также Ворон.